# Viktor Suslin

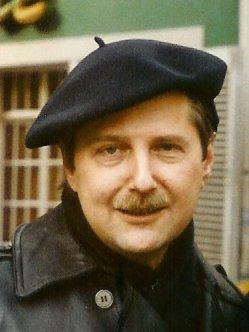
Viktor Suslin (1989)

Viktor Suslin (russisch Виктор Евсеевич Суслин, transkribiert Wiktor Jewsejewitsch Suslin; * 13. Juni 1942 in Miass, Oblast Tscheljabinsk, Sowjetunion; † 10. Juli 2012 in Hamburg) war ein russischer Komponist.

## Leben
Von 1950 bis 1961 besuchte er die Musikschule in Charkow in den Fächern Klavier, Komposition und Musiktheorie. Von 1962 bis 1966 studierte er Komposition (bei Nikolai Pejko) und Klavier (bei Anatoli Wedernikow) am Moskauer Gnessin-Institut. Seit 1966 war er Lektor beim Moskauer Musikverlag ‚Musyka’, wo er u. a. die russische Erstausgabe der Bühnenwerke Richard Wagners betreute. Von 1972 bis 1975 unterrichtete er Instrumentation und Partiturspiel am Moskauer Konservatorium. Zusammen mit den Komponisten Wjatscheslaw Artjomow und Sofia Gubaidulina gründete Suslin 1975 die Improvisationsgruppe Astreja. Zunehmend unter Aufführungsverboten leidend, emigrierte Suslin 1981 mit seiner Familie in die Bundesrepublik Deutschland. Hier wirkte er als Lektor der Musikverlage Sikorski und Dozent der Lübecker Musikhochschule. Namhafte Interpreten wie Gidon Kremer, David Geringas oder Mark Pekarski setzten sich für die Aufführung seiner Werke ein, so dass er seit den 80er Jahren regelmäßig bei verschiedenen Festivals zeitgenössischer Musik (in Paris, Köln, Tokio, Salzburg, Lockenhaus, Zürich, später auch in Moskau und St. Petersburg) vertreten war. In den 90er Jahren moderierte Suslin eine Reihe von Rundfunkworkshops (WDR, NDR) und leitete Meisterkurse in Frankreich und Tschechien. Seit 2007 war Suslin Geschäftsführer des Belaieff-Verlages. Im Jahr 1990 erhielt er den Kulturpreis des Kreises Pinneberg. Er lebte bis zu seinem Tode  in Appen-Unterglinde bei Hamburg.
Viktor Suslins Werkverzeichnis ist nicht besonders umfangreich, aber sehr vielfältig, besonders im kammermusikalischen Bereich. Er bemühte sich, jedem neuen Werk in kompositionstechnischer und ästhetischer Hinsicht Individualität zu verleihen. Sein Ausdrucksspektrum reicht von ekstatischer Leidenschaft (Patience, Leb’ wohl, Poco a poco II, In My End Is My Beginning), meditativ-lyrischer Konzentration (Trio-Sonate, Mitternachtsmusik, Le deuil blanc) über humoristisch-skurrile Ausflüge (Sinfonia piccola, Drei Chöre nach Daniil Charms, Gioco appassionato, Terrarium) bis hin zu Werken mit mystisch-zauberischen Zügen (Chanson contre raison). Dem Charakter nach ist Suslins Musik eher lyrisch als dramatisch, dabei aber auch sehr expressiv. In seinen Werken vermied er vordergründige Kontraste und aufgesetzte dramaturgische Effekte. Minimalismus oder Polystilistik waren ihm fremd. Die Grundlage seiner Musik bestand im Pluralismus des Materials, nicht der Stile.
Seine Ehefrau war die Klavierpädagogin Julia Suslin, die Verfasserin der deutschen Ausgabe der Russischen Klavierschule.

## Werke(Auswahl)
- Trio Sonata (1971) für Flöte, Gitarre und Cello
- Three Choruses on Poems by Daniil Charms (1972) für Frauenstimmen a cappella und Erzähler
- 24 Triads for Harpsichord (1973) für Cembalo oder Orgel
- Ave Marcus (1977) für Percussion
- Leb’ wohl (1982) für Orchester
- In My End Is My Beginning (1983), Sonate Nr. 2 für Orgel
- Chanson contre raison (1984) für Solocello
- Le deuil blanc (1994) für Bassflöte, Gitarre, Cello und Percussion
- Madrigal (1998) für zwei Celli
- Ton H (2001) für Cello und Klavier
- 1756 (2005) für Solovioline